# Portus Itius
Portus Itius o Itius Portus va ser el lloc des del que Juli Cèsar va sortir en la seva segona expedició a Britànnia l'any 54 aC. Va ordenar a les seves forces que es reunissin a Portus Itius, que considerava el lloc més convenient per anar a Britànnia, ja que només distava 30.000 passus.
A la primera expedició el 55 aC va sortir del país dels mòrins, perquè el pas allí era el més curt, però no diu com es deia el lloc d'on va sortir. Probablement era el mateix lloc que va usar a l'expedició del 54 aC; alguns erudits ho discuteixen i diuen que cada vegada va sortir de llocs deferents, encara que el punt d'arribada va ser el mateix les dues vegades. Estrabó, quan parla de les dues expedicions de Cèsar només menciona un únic lloc de sortida, Itius Portus (τὁ Ἲτιον).
Portus Itius era probablement Wissant, a pocs quilòmetres, a l'est de Cap Grisnez. La identificació amb Gesoriacum (Boulogne-sur-Mer), punt de sortida habitual dels romans cap a Britànnia més endavant, en temps de Claudi, i que és també al país dels mòrins, és una de les alternatives proposades, en ser un lloc amb una ciutat fortificada, un bon port natural i un petit riu.
Cèsar parla també d'un Ulterior Portus o Portus Superior a uns 15 km al nord d'Itius, abans d'arribar a Calais, que probablement podria ser Sangatte.